# Nhà thờ chính tòa Chúa Kitô Vua, Sintang
Nhà thờ chính tòa Chúa Kitô Vua (tiếng Indonesia: Katedral Kristus Raja) cũng được gọi là Nhà thờ chính tòa Sintang là trụ sở của Giám mục Công giáo La Mã nằm ở thành phố Sintang trong vương triều cùng tên ở tỉnh West Kalimantan phía tây của đảo Borneo thuộc quốc gia châu Á Indonesia.
Giáo xứ hiện tại được thành lập vào tháng 5 năm 1932, được quản lý đầu tiên bởi Dòng Capuchin, sau đó là Nghĩa vụ Truyền giáo của Đức Mẹ Vô nhiễm trước khi được trao cho các linh mục giáo phận Sintang. Các nhà thờ giáo xứ khác dưới Nhà thờ bao gồm St Mary Queen of the Rosary ở Lebang, giáo xứ của Đức Mẹ Vô nhiễm Nguyên tội ở Merakai, giáo xứ St. Theresa ở Nobal, Giáo xứ Thánh Michael ở Tanjung Baung, giáo xứ St. Mary Nữ hoàng Hòa bình ở Tempunak, Giáo xứ Thánh Peter ở Dedai và giáo xứ Thánh Martin ở Kelam.
Nhà thờ theo nghi thức La Mã hoặc Latinh và là nhà thờ chính của Giáo phận Sintang (Dioecesis Sintangensis hoặc Keuskupan Sintang) bắt đầu như một quận tông đồ vào năm 1948 và được nâng lên thành hiện tại vào năm 1961 bởi con bò "Quod Christus" Giáo hoàng John XXIII.
Đó là trách nhiệm mục vụ của Giám mục Samuel Oton Sidin.